# باشگاه فوتبال پورت
باشگاه فوتبال پورت اف‌سی (به تایلندی: การท่าเรือ) یک باشگاه فوتبال در شهر بانکوک در کشور تایلند می‌باشد که در لیگ برتر فوتبال تایلند بازی می‌کند. این باشگاه در سال ۱۹۶۷ تأسیس شده‌است.